# La Fontenelle, Loir-et-Cher

La Fontenelle este o comună în departamentul Loir-et-Cher, Franța. În 1 ianuarie 2022 avea o populație de 207 de locuitori.